# Енциклика
Енциклика е папско послание до всички католици, тя има програмен характер и може да се отнася до религиозен, политически или обществен проблем. Текстът на енцикликата се пише на латински език.